# Ede-Károly Molnár
Ede-Károly Molnár (Sfântu Gheorghe, 6 de marzo de 1996) es un deportista rumano que compite en ciclismo de montaña en la disciplina de campo a través. Ganó tres medallas en el Campeonato Europeo de Ciclismo de Montaña entre los años 2022 y 2024, en la prueba por eliminación.

## Medallero internacional
| Campeonato Europeo | Campeonato Europeo      | Campeonato Europeo | Campeonato Europeo |
| Año                | Lugar                   | Medalla            | Competición        |
| ------------------ | ----------------------- | ------------------ | ------------------ |
| 2022               | Anadia (Portugal)       | Medalla de bronce  | Eliminación        |
| 2023               | Sakarya (Turquía)       | Medalla de oro     | Eliminación        |
| 2024               | Gibraltar (Reino Unido) | Medalla de bronce  | Eliminación        |